# Фридрих фон Флерсхайм
Фридрих фон Флерсхайм (на немски: Friedrich von Flersheim; * 1383; † 1473) е немски благородник и рицар от род Флерсхайм в Курпфалц, днес Рейнланд-Пфалц.

## Биография
Той е син на рицар Бехтолф фон Флерсхайм († 1396) и съпругата му Кристина фон Мекенхайм († сл. 1428), дъщеря на рицар Фридрих V фон Мекенхайм († сл. 1409) и Юта фон Карлсмунт († сл. 1360). Внук е на рицар Йохан фон Флерсхайм († сл. 1368) и Агнес Шауб фон Кирвайлер († сл. 1351). Майка му се омъжва втори път (1382) за Вирих III фон Лангенау († 1393/1411) и трети път (1411) за Дитер Колб фон Бопард († 1420).
Фридрих фон Флерсхайм е от 1415 до след 1459 г. на служба на пфалцграфовете при Рейн, също на унгарско-немския крал и по-късен император Сигизмунд Люксембургски. От 1415 до 1417 г. Фридрих придружава курфюрст Лудвиг III фон Пфалц на Констанцкия събор, вероятно помага при изгарянето на реформатора Ян Хус (1415). През 1421 и 1428 г. той се бие в Северозападна Бохемиия и в Моравия против хуситите и два пъти е пленен. През 1428 г. се отличава при битката при Дунавската крепост Голубац (на границата между Румъния и Сърбия при железната врата) против турците с командир султан Мурад II. Той е в свитата на крал Сигизмунд и негов спасител.
Фридрих придружава пфалцграф Лудвиг III през 1426/27 г. в поклонението в Йерусалим, където става рицар на Светия гроб Господен.
Фридрих е около три десетилетия пфалцски амтман и бургман в Кайзерслаутерн. Полусестра му Аделхайд/Алайд фон Лангенау († ок. 1453) е омъжена за Фридрих фон Грайфенклау-Фолрадс (1401 – 1462), който е близък приятел и камарад на Фридрих, и според Флерсхаймската хроника пише за фамилията.
Фридрих фон Флерсхайм умира на 90 години 1473 г. и е погребан в манастирската църква Лаутер в Кайзерслаутерн. Внукът му епископ Филип фон Флерсхайм му поставя през 1530 г. епитаф.

## Фамилия
Фридрих фон Флерсхайм се жени 1430 г. за Маргарета фон Рандек (* пр. 1400; † 9 юли 1489), внучка на Готфрид IV фон Рандек († 1345/1347) и Шонета фон Фльорхинген (* пр. 1332; † сл. 1361), и дъщеря на Рупрехт II фон Рандек († 1400) и Маргарета Байер фон Бопард (* пр. 1404; † сл. 1438). Те имат децата:
- Шел-Фридрих († сл. 1485)
- Бехтолф († сл. 1478)
- Аделхайд, омъжена за Якоб фон Хелмщат († 1474/1522), син на рицар Дам фон Хелмщат († 1461/1466), роднина на Райнхард фон Хелмщат, епископ на Шпайер (1438 – 1456) и Лудвиг фон Хелмщат, епископ на Шпайер (1478 – 1504)
- Барбара († 13 декември 1483), омъжена за Филип I Кемерер фон Вормс (* 28 август 1428; † 3 май 1492), фрайхер на Далберг, основател на линията Хернсхайм, син на Йохан XVII Кемерер фон Вормс
- Ханс (I) (* 8 юли 1440; † 27 юли 1519), амтман на Лаутерн, ландкомтур на Немския орден в Лотарингия (1477 – 1489), женен ок. 1470 г. за Отилия Краних фон Кирххайм († 1486); баща на:
  - Филип фон Флерсхайм V (1481 – 1552), княжески епископ на Шпайер (1529 – 1552)
  - Хедвиг († 1516), омъжена ок. 1500 г. за влиятелния рицар Франц фон Зикинген (1481 – 1523)
- Фридрих (II) († 1477, Нанси), рицар, неженен, на служба при бургундския херцог Шарл Дръзки
- Рупрехт († 1506)
- 3 дъщери